# Filtr (matematika)
Pojem filtr je v matematice, konkrétně v teorii uspořádání používán pro podmnožiny uspořádaných množin, jejichž prvky lze v jistém smyslu považovat za „velké“ podle daného uspořádání.

## Definice
Máme-li množinu {\displaystyle X\,\!} uspořádanou relací {\displaystyle R\,\!}, pak o její podmnožině {\displaystyle Y\subseteq X\,\!} řekneme, že je filtr vzhledem k {\displaystyle R\,\!}, pokud je {\displaystyle Y\,\!} dolů usměrněná horní množina v {\displaystyle X\,\!} .
Podrobněji:

- aby byla {\displaystyle Y\subseteq X\,\!} horní, musí s každým svým prvkem obsahovat i všechny větší prvky: {\displaystyle a\in Y\land a\leq _{R}b\implies b\in Y\,\!}
- aby byla {\displaystyle Y\subseteq X\,\!} dolů usměrněná, musí s každými dvěma prvky obsahovat nějaký prvek menší než oba: {\displaystyle a,b\in Y\implies (\exists c\in Y)(c\leq _{R}a\land c\leq _{R}b)\,\!}

## Příklady
- Prázdná množina {\displaystyle \emptyset \subseteq X\,\!} je filtr.
- Pokud má množina {\displaystyle X\,\!} nejmenší prvek, pak je sama sobě filtrem - určitě je sama v sobě horní a díky existenci nejmenšího prvku navíc i dolů usměrněná.

Prázdná množina a celá podkladová množina {\displaystyle X\,\!} nejsou příliš zajímavé filtry, a jsou proto z uvažování o filtrech obvykle vylučovány. Je zaváděn pojem vlastní filtr jako každý filtr kromě prázdné množiny a celé množiny a mluví-li se o filtrech, rozumí se tím pouze vlastní filtry.
- V množině {\displaystyle \mathbb {R} \,\!} všech reálných čísel uspořádaných běžným způsobem podle velikosti je každý shora neomezený interval (ať již zdola otevřený nebo zdola uzavřený) filtrem.
- Obecněji: pokud je {\displaystyle R\,\!} lineární uspořádání, pak je každá horní množina filtr.

Pro lineární uspořádání se tedy filtry redukují na horní množiny. Zajímavější je situace pro uspořádání, která nejsou lineární, viz následující oddíl Filtry na potenční množině.

## Dualita filtru a ideálu
Duálním pojmem k pojmu filtr je v teorii uspořádání ideál. Veškeré úvahy a poznatky o filtrech lze (v duální podobě) aplikovat na ideály a naopak. Dalo by se říci, že článek o ideálech je duální k tomuto článku.
V případě filtrů a ideálů na potenční algebře množiny {\displaystyle X\,\!} lze dokonce definovat pro filtr {\displaystyle F\,\!} a ideál {\displaystyle I\,\!}:
- duální ideál k filtru {\displaystyle F\,\!} je definován jako {\displaystyle F^{*}=\{X-a:a\in F\}\,\!}
- duální filtr k ideálu {\displaystyle I\,\!} je definován jako {\displaystyle I^{*}=\{X-a:a\in I\}\,\!}

Platí, že
- {\displaystyle (F^{*})^{*}=F\,\!}
- {\displaystyle (I^{*})^{*}=I\,\!}
- pokud je {\displaystyle F\,\!} ultrafiltr, pak je {\displaystyle F^{*}\,\!} prvoideál
- pokud je {\displaystyle I\,\!} prvoideál, pak je {\displaystyle I^{*}\,\!} ultrafiltr

## Filtry na potenční množině
Jako potenční algebra je obvykle označována potenční množina {\displaystyle \mathbb {P} (X)\,\!} všech podmnožin množiny {\displaystyle X\,\!} s operacemi sjednocení, průniku a doplňku a s uspořádáním relací „být podmnožinou“ {\displaystyle \subseteq \,\!}
Co musí splňovat množinový systém {\displaystyle A\subseteq \mathbb {P} (X)\,\!} , aby byl vlastním filtrem?
- S každým svým prvkem musí {\displaystyle A\,\!} obsahovat i všechny nadmnožiny tohoto prvku.
- Pro každé dva své prvky musí {\displaystyle A\,\!} obsahovat i jejich průnik.
- Nesmí to být ani prázdná množina, ani celá množina {\displaystyle \mathbb {P} (X)\,\!}.

### Příklad první - hlavní filtr
Uvažujme pro množinu {\displaystyle A\subseteq X\,\!} systém všech jejích nadmnožin v {\displaystyle X\,\!}: 

{\displaystyle F(A)=\{B\subseteq X:A\subseteq B\}\,\!}
Jedná se o filtr (to se dá ověřit jednoduchým použitím definice), který se nazývá hlavní filtr určený množinou {\displaystyle A\,\!} .
Pokud je množina {\displaystyle A\,\!} navíc jednoprvková, pak pro každé {\displaystyle B\subseteq X\,\!} platí buď {\displaystyle B\in F(A)\,\!}, a nebo {\displaystyle X-B\in F(A)\,\!}, ale nikdy ne zároveň - jedná se tedy o ultrafiltr, obvykle označovaný jako triviální ultrafiltr.

### Příklad druhý - Fréchetův filtr
Fréchetův filtr je filtr všech doplňků konečných množin na množině všech množin přirozených čísel {\displaystyle \mathbb {P} (\omega )\,\!}. Doporučuji si vyzkoušet, že se jedná o filtr, ale nikoliv o ultrafiltr, protože neobsahuje ani množinu všech sudých čísel, ani její doplněk - množinu všech lichých čísel.
Pokud se vrátíme k motivaci filtru jako určitého rozdělení na prvky, které jsou považovány za „velké“ (prvky filtru) a na ty ostatní, pak pro Fréchetův filtr toto platí beze zbytku - obsahuje množiny, pro které existuje největší přirozené číslo, které v něm neleží.
Podle tohoto filtru je postavena běžná definice limity posloupnosti:

Je-li {\displaystyle <a_{i}:i\in \omega >\,\!} posloupnost, pak její limitou je bod {\displaystyle a\,\!}, pokud pro každé okolí {\displaystyle V\,\!} bodu {\displaystyle a\,\!} leží množina {\displaystyle a(V)=\{i:a_{i}\in V\}\,\!} ve Fréchetově filtru.
Pojem limity lze zobecnit (výše popsaným způsobem) na pojem F-limity podle filtru F.